# Paul Krichell
Paul Bernard Krichell, né le 19 décembre 1882 à Paris et mort le 4 juin 1957 à New York, était un receveur américain de la Ligue majeure de baseball qui a joué deux saisons avec les Browns de St. Louis — futurs Orioles de Baltimore — dans la Ligue américaine. Par la suite, il fut le recruteur en chef des Yankees de New York 37 années jusqu'à sa mort. Les recrutements de Krichell ont joué un rôle clé dans le développement des Yankees entre les années 1920 et 1950 marquées par la direction de Casey Stengel. Parmi ses découvertes se trouvent Lou Gehrig, Hank Greenberg, Phil Rizzuto, Bill Dickey, Whitey Ford et Tony Lazzeri.